# Loa (flod)
Loa rinner upp i Anderna, mynnar ut i Stilla havet och är den längsta floden i Chiles norra del. Den flyter mellan regionerna Tarapacá och Antofagasta. Loa är 443 km lång och korsar en stor del av Atacamaöknen.
Längs floden byggdes olika vattenkraftverk för att utvinna energi som behövs för regionens gruvor. Vattnet är av naturliga skäll rik på arsenik och kan inte utan åtgärder användas som dricksvatten.